# Демчук Степан Антонович
Степан Антонович Демчук (псевдонім — Запорожець Максим; 8 листопада 1934 — 9 травня 2008) — український письменник і перекладач у Польщі.

## Життєпис
Народився 8 листопада 1934 року в селі Загорів (сьогодні Люблінське воєводство в Польщі).
У 1957—1970 роках працював у воєводському правлінні Українського суспільно-культурного товариства у місті Ольштині.
Помер 9 травня 2008 року Ольштині.

## Твори
Автор фейлетонів, гуморесок рецензій у газеті «Наше слово» та альманасі «Український календар». Спільно з Христиною Войтиляк переклав польською мовою романи «Ювелір з вулиці Капуцинів» Ростислава Самбука та «Вир» Григорія Тютюнника.